# Siphanta montana
Siphanta montana är en insektsart som beskrevs av Fletcher 1985. Siphanta montana ingår i släktet Siphanta och familjen Flatidae. Inga underarter finns listade i Catalogue of Life.